# Massingy (Haute-Savoie)

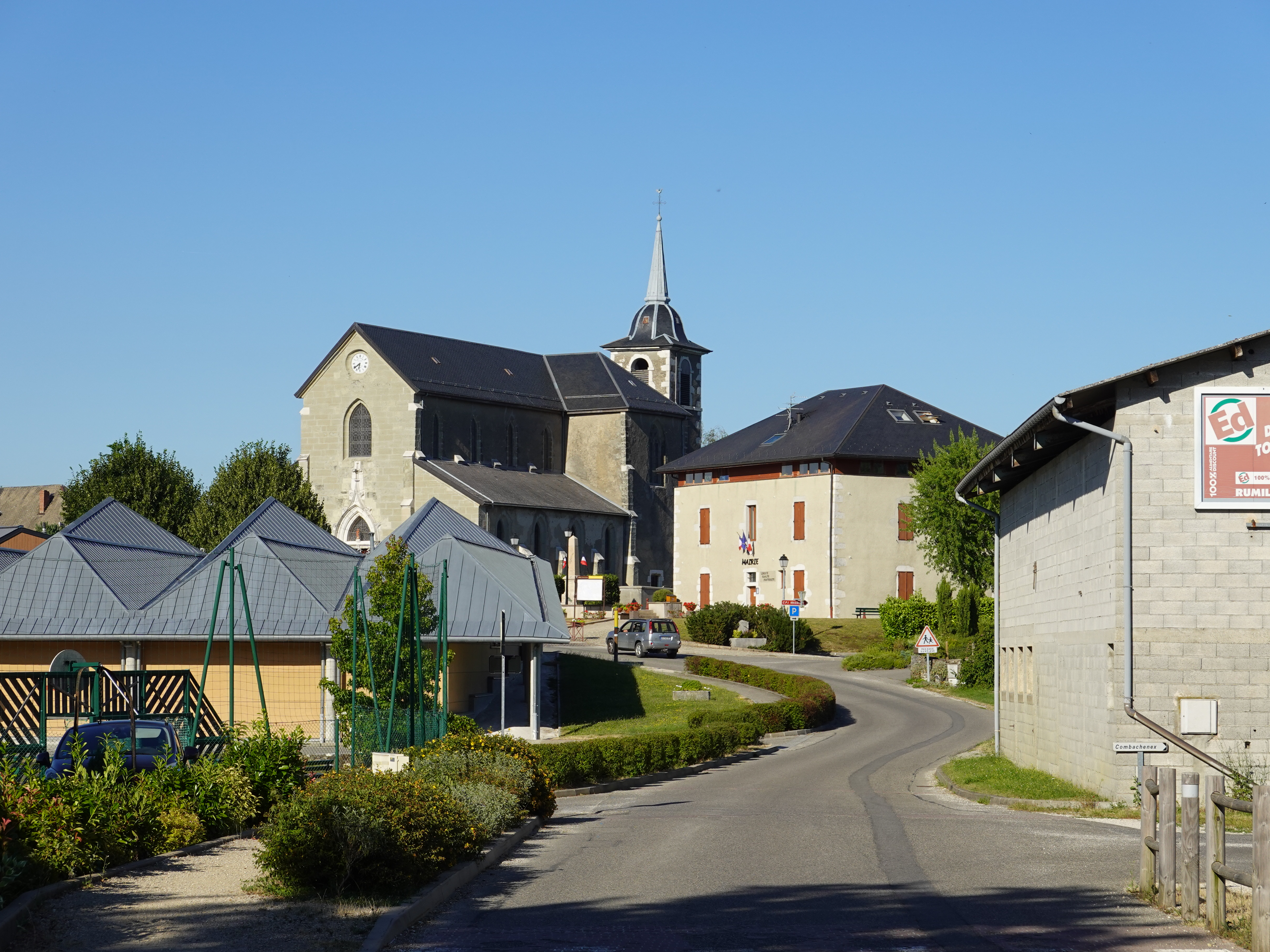
Massingy (2020)

Massingy ist eine französische Gemeinde im Département Haute-Savoie in der Region Auvergne-Rhône-Alpes.

## Geographie
Massingy liegt auf 537 m, in der Nähe von Rumilly, etwa 18 Kilometer westsüdwestlich der Stadt Annecy (Luftlinie). Das Bauerndorf erstreckt sich im westlichen Albanais, auf einem Hügel zwischen der Talsenke des Albanais und dem Tal der Nephe, östlich des Höhenrückens der Montagne du Gros Foug.
Die Fläche des 12,34 km² großen Gemeindegebiets umfasst einen Abschnitt des Albanais. Der Hauptteil des Gebietes wird von einer Hügellandschaft (bis 640 m) eingenommen, die durch mehrere kurze Bäche nach Norden zur Nephe entwässert wird. Das Tal der Nephe, welche die nördliche und westliche Grenze bildet, trennt dieses Hügelland vom Bergrücken des Mont Clergeon, der südlichen Fortsetzung der Montagne du Gros Foug. Ein kleiner Gemeindeteil liegt westlich der Nephe am Hang des Mont Clergeon. Unterhalb des Col du Sapenay wird mit 825 m die höchste Erhebung von Massingy erreicht.
Zu Massingy gehören neben dem eigentlichen Ortskern auch zahlreiche Weilersiedlungen und Gehöfte, darunter: 
- Reculet (425 m) auf einer Anhöhe zwischen den Tälern von Nephe und Vergonne
- Combachenet (440 m) am östlichen Talhang der Vergonne
- Ligny (540 m) auf einem Hügelrücken östlich des Tals der Nephe
- Pringy (590 m) auf einem Vorsprung am Ostabhang des Mont Clergeon
- Marigny (580 m) auf einem Vorsprung am Ostabhang des Mont Clergeon
- Perret-Dessous (580 m) auf der Höhe südlich des Dorfes
- Perret-Dessus (612 m) auf dem Hügelrücken südlich des Dorfes
- Les Griots (630 m) auf der Höhe östlich des Tals der Nephe
- Charansonnet (525 m) auf der Höhe westlich der Senke des Albanais
- Chérance (530 m) auf der Höhe westlich der Senke des Albanais

Nachbargemeinden von Massingy sind Moye und Rumilly im Norden, Bloye im Osten, Albens im Süden sowie Cessens im Westen.

## Geschichte
Massingy wird im 12. Jahrhundert erstmals urkundlich erwähnt.

## Sehenswürdigkeiten
Die Pfarrkirche Notre-Dame wurde 1856 an der Stelle eines Vorgängerbaus neu errichtet. Sie besitzt eine gotische Kanzel. Bei Ligny steht die Kapelle Notre-Dame-de-la-Délivrance und bei Perret-Dessus eine Kapelle von 1895. Von den profanen Bauwerken sind das Château de Charansonnet, die Ruinen des Château de Pringy, des Herrschaftssitzes von Reinex und mehrerer Mühlen zu erwähnen.

## Bevölkerung
| Jahr                       | 1962 | 1968 | 1975 | 1982 | 1990 | 1999 |
| Einwohner                  | 470  | 405  | 377  | 420  | 491  | 612  |
| Quellen: Cassini und INSEE |      |      |      |      |      |      |

Mit 858 Einwohnern (Stand 1. Januar 2022) gehört Massingy zu den kleinen Gemeinden des Département Haute-Savoie. Im Verlauf des 19. und 20. Jahrhunderts nahm die Einwohnerzahl aufgrund starker Abwanderung kontinuierlich ab (1861 wurden in Massingy noch 997 Einwohner gezählt). Seit Beginn der 1980er Jahre wurde jedoch wieder eine deutliche Bevölkerungszunahme verzeichnet.

## Wirtschaft und Infrastruktur
Massingy war bis weit ins 20. Jahrhundert hinein ein vorwiegend durch die Landwirtschaft geprägtes Dorf. Daneben gibt es heute verschiedene Betriebe des lokalen Kleingewerbes. Viele Erwerbstätige sind Wegpendler, die in den größeren Ortschaften der Umgebung und im Raum Annecy ihrer Arbeit nachgehen.
Die Ortschaft liegt abseits der größeren Durchgangsstraßen. Die Hauptzufahrt erfolgt von Rumilly. Weitere Straßenverbindungen bestehen mit Cessens, Bloye und Albens. Der nächste Anschluss an die Autobahn A41 befindet sich in einer Entfernung von rund 10 km.